# Иремел
Иремѐл (на руски: Иремель) е планински масив в централната част на Южен Урал, в близост до изворите на река Белая (ляв приток на Кама), в източната част на Република Башкортостан и частично в Челябинска област в Русия.
Увенчан е с 2 върха – Голям Иремел (1582 м, 54°31′15″ с. ш. 58°50′36″ и. д. / 54.520833° с. ш. 58.843333° и. д., втория по височина връх в Южен Урал) и Малък Иремел (ок. 1400 м). Изграден е от кварцити и кристалинни шисти. Склоновете му са стъпаловидни, дълбоко разчленени, покрити основно с иглолистни гори. По върховете господства планинска тундра и безжизнени каменисти пространства.

## Топографска карта
- Топографска карта N-40-Б; М 1:500 000[2]